# Alpi Nord-orientali di Stiria
Le Alpi Nord-orientali di Stiria sono una sottosezione delle Alpi Settentrionali di Stiria. La vetta più alta è il Hochschwab che raggiunge i 2277 m s.l.m..
Si trovano in Austria (Stiria e Bassa Austria).

## Classificazione
Secondo la SOIUSA le Alpi Nord-orientali di Stiria sono una sottosezione delle Alpi Settentrionali di Stiria ed hanno come codice il seguente: II/B-26.II.
La classificazione tedesca ed austriaca AVE le vede suddivise nei gruppi 18, 19 e 20 denominati rispettivamente Gruppo dell'Hochschwab, Alpi di Mürzsteg e Catena Rax-Schneeberg.

## Delimitazioni
Confinano:
- a nord prima con le Alpi dell'Ybbstal (nelle Alpi della Bassa Austria);
- a nord poi con le Alpi di Türnitz (nelle Alpi della Bassa Austria);
- a nord infine con le Prealpi Orientali della Bassa Austria (nelle Alpi della Bassa Austria);
- a est con le con le Prealpi orientali di Stiria (nelle Prealpi di Stiria);
- a sud-est con le Prealpi centrali di Stiria (nelle Prealpi di Stiria);
- a sud con le Prealpi nord-occidentali di Stiria (nelle Prealpi di Stiria);
- a sud-ovest e ad ovest con le Alpi dell'Ennstal (nella stessa sezione alpina).

## Suddivisione
Si suddividono in tre supergruppi, otto gruppi e quattordici sottogruppi:
- Gruppo dell'Hochschwab (A)
  - Catena Trenchtlin-Meßnerin-Kampl (A.1)
    - Griesmauerzug (A.1.a)
    - Costiera del Trenchtlin (A.1.b)
    - Costiera del Meßnerin (A.1.c)
    - Karlalpe (A.1.d)
    - Mitteralpe (A.1.e)

  - Gruppo dell'Ebenstein (A.2)
  - Hochschwab i.s.a. (A.3)
  - Gruppo del Staritzen (A.4)
- Alpi di Mürzsteg (B)
  - Gruppo Veitischalpe (B.5)
    - Veitischalpe (B.5.a)
    - Catena Zeberler Alpe-Roßkogel (B.5.b)
      - Costiera del Zeberler Alpe (B.5.b/a)
      - Costiera del Roßkogel (B.5.b/b)

    - Catena del Tonion (B.5.c)

  - Gruppo Schneealpe (B.6)
    - Catena del Göller (B.6.a)
    - Schneealpe (B.6.b)
- Catena Rax-Schneeberg (C)
  - Gruppo del Rax (C.7)
    - Raxalpa (C.7.a)
    - Catena del Drahtekogel (Tratenkogel) (C.7.b)

  - Gruppo dello Schneeberg (C.8)
    - Schneeberg (C.8.a)
    - Catena del Krummbachstein (C.8.b)

## Vette principali

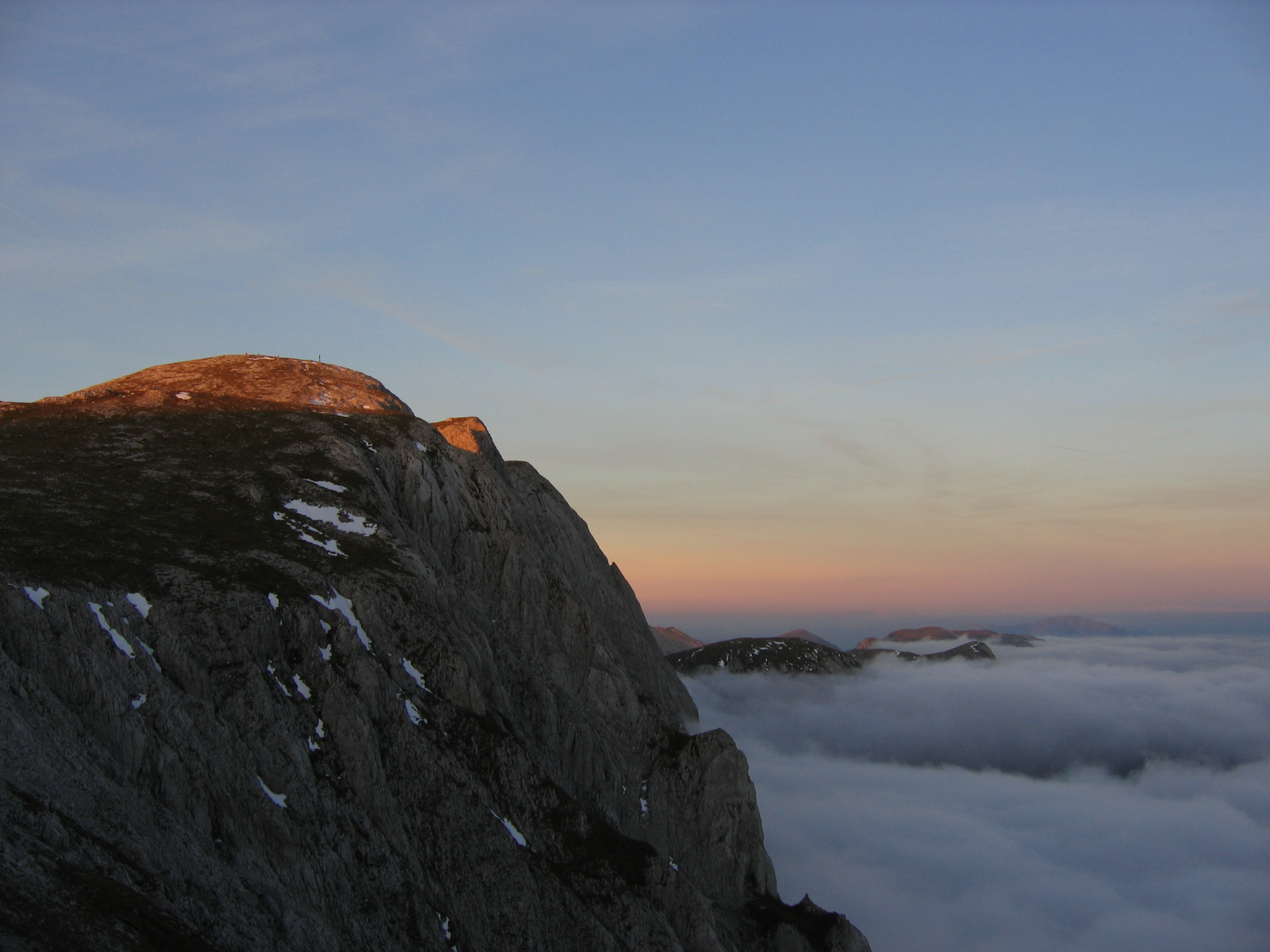
L'Hochschwab.

- Hochschwab, 2277 m
- Ringkamp, 2153 m
- Ebenstein, 2123 m
- Trenchtling (Hochturm), 2081 m
- Klosterwappen, 2076 m
- Schneeberg, 2076 m
- Kaiserstein, 2061 m
- Griesstein, 2023 m
- Beilstein, 2012 m
- Heukuppe, 2007 m
- Hohe Veitsch, 1981 m
- Scheibwaldhöhe, 1943 m
- Windberg, 1903 m
- Schönhaltereck, 1860 m
- Ameissbichl, 1828 m
- Donnerwand, 1799 m